# Pukkila
Pukkila [ˈpukːilɑ] ist eine Gemeinde im Süden Finnlands mit 1807 Einwohnern (Stand 31. Dezember 2022). Sie liegt in der Landschaft Uusimaa (bis zum 31. Dezember 2010 in der Landschaft Itä-Uusimaa) am Fluss Porvoonjoki. Die nächste Stadt ist Porvoo 34 Kilometer südlich, die Hauptstadt Helsinki liegt 81 Kilometer südwestlich. Die Gemeinde ist einsprachig finnischsprachig.
Neben dem Ortszentrum von Pukkila mit der Holzkirche aus dem Jahr 1814 gehören zum Gemeindegebiet die Dörfer Naarkoski, Savijoki, Syvänoja, Kantele und Torpinkylä. Der See Kanteleenjärvi bei Kantele ist ein bedeutendes Brutgebiet von Vögeln.

## Persönlichkeiten
- Ilmari Voudelin (1896–1946), Radrennfahrer